# Нью-йоркская улица с луной
«Нью-йоркская улица с луной» (англ. New York Street with Moon) — картина американской художницы Джорджии О’Кифф, написанная в 1925 году. Картина находится в Музее Тиссена-Борнемисы в Мадриде (в коллекции баронессы Кармен Тиссен-Борнемисы).

## Описание
В картине «Нью-йоркская улица с луной» — первом из многочисленных видов этого огромного города, созданных Джорджией О’Кифф, — погруженные в тень высокие здания и светящий несколько сверхъестественным светом фонарь обрамляют сумеречное небо с луной, выглядывающей из-за мягких облаков. Упрощённость форм и резкость низкой перспективы, унаследованные от прецизионизма и фотографии, усиливают самобытный символизм, которым отличается зрелый этап творчества художницы.
Художница считала, что «нельзя написать Нью-Йорк таким, каков он есть, а только таким, каким ты его чувствуешь». В этих её словах отразилась любовь к городу небоскрёбов и понимание искусства как средства выражения её чувств и её понимания мира.
О’Кифф продолжила исследовать эту тему в последующих городских пейзажах, таких как «Отель „Шелтон“, Нью-Йорк, № 1» (1926), «Городская ночь» (1926), «Шелтон с солнечными пятнами» (1926), «Радиатор-билдинг ночью, Нью-Йорк» (1927) и «Нью-йоркская ночь» (1929). Похоже, художница предпочитала таинственность ночных сцен солнечному свету, который любила использовать для изображения цветов и объектов сельской архитектуры.